# Gun Owners of America
Pour les articles homonymes, voir GOA.
 (mars 2021).
Si vous disposez d'ouvrages ou d'articles de référence ou si vous connaissez des sites web de qualité traitant du thème abordé ici, merci de compléter l'article en donnant les références utiles à sa vérifiabilité et en les liant à la section « Notes et références ».
Gun Owners of America (GOA) est, en termes d'importance, la deuxième organisation pro-arme des États-Unis, derrière la NRA d'Amérique. Elle se distingue de la NRA par sa plus grande radicalité et ses positions sans compromis. De fait, à de nombreuses reprises, la GOA a émis publiquement des critiques sévères contre la NRA, accusant cette dernière de desservir, par ses positions trop modérées et consensuelles, la cause du mouvement pour le droit à la détention d'armes aux États-Unis.

## Description
Les sections de la GOA présentes dans les différents États du pays utilisent beaucoup internet afin d'organiser les activités politiques de leurs militants (en particulier par l'intermédiaire de listes de diffusion). Ce recours à l'Internet est important en ce qu'il a véritablement permis à la GOA de gagner du terrain par rapport à la NRA, et de se positionner en tant qu'organisation concurrente sérieuse.
Il convient de ne pas confondre le GOA avec la Gun Owners Alliance, une organisation pro-arme plus radicale issue d'une scission de la JPFO (principale organisation juive américaine pro-arme), fondée par le rabbin Reuven Mermelstein.